# Смоленьский, Владислав
Владислав Смоленьский (в некоторых источниках — Смоленский; пол. Władysław Smoleński; 1851—1926) — польский историк, педагог и поэт конца XIX века — начала XX века; преподаватель Летучего университета. Член Польской академии наук, Польского исторического общества и Варшавского научного общества. Писал в основном под псевдонимом В. Грабеньский (пол. Grabienski).

## Биография
Владислав Смоленьский родился 6 апреля 1851 года в селе Грабенице-Мале в сельской волости Стшегово (Польша). Обучался в школах в Липно и Млавы, а затем посещал среднюю школу правительства Плоцка, затем поступил на юридический факультет Варшавского университета.

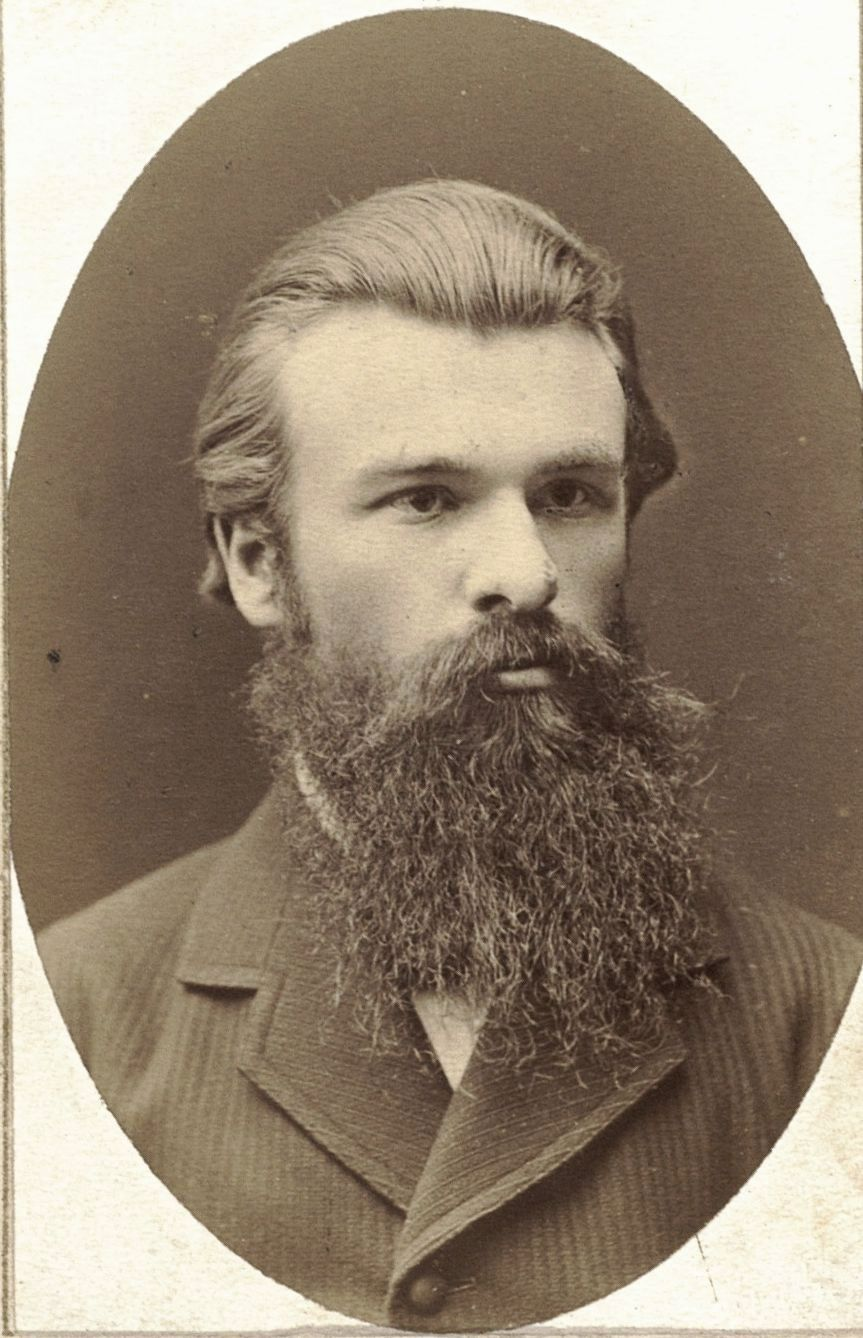
В. Смоленьский

Среди прочих трудов, перу Смоленьского принадлежит специальное исследование οб истории евреев в Польше в XVIII веке под заглавием «Stan i sprawa Żidów w Polsce w XVIII w.» (1876, второе изд. в Pisma historyczne, т. II, 1902). Первая часть этого труда посвящена анализу социального быта польского еврейства до кануна четырехлетнего сейма, когда возникла целая литература οб еврейском вопросе; обзору этих литературных памятников и выяснению обстановки, при которой обсуждался еврейский вопрос на четырехлетнем сейме (1788—1792), посвящена вторая часть работы Смоленьского, написанной довольно объективно, на основании богатейшего, не использованного раньше материала.
В 1900 году на страницах «Энциклопедического словаря Брокгауза и Ефрона» была дана следующая оценка работам Владислава Смоленьского: «Исторические его труды отличаются широтой взгляда, тщательностью обработки и фактической полнотой.» Не менее лестный отзыв был дан о нём и в Большой Советской энциклопедии: «Важнейшие труды С., посвящены социально-политической истории и общественной мысли Польши конца 18 в., сохраняют научную ценность до настоящего времени.».
Состоял членом Польского исторического общества и Варшавского научного общества, а в 1918 году был принят и в члены Польской академии наук.
В 1921 году Владислав Смоленьский получил почетную докторскую степень в альма-матер.
Смоленьский пробовал свои силы на литературном поприще и в роли поэта.
Владислав Смоленьский умер 7 мая 1926 года в городе Варшаве.

## Избранная библиография
- Dzieje narodu polskiego cz.1 (Kraków 1897), cz.2 (Kraków 1898),  pełne wydanie (Warszawa 1919)
- Szkice z dziejów szlachty mazowieckiej
- Stan i sprawa Żydów polskich w XVIII w. (1876)
- Wiara w życiu społeczeństwa polskiego w epoce jezuickiej (недоступная ссылка) (1883)
- Stan i sprawa Żydów polskich w XVIII wieku
- Drobna szlachta w Królestwie Polskim, Studium etnograficzno-społeczne (недоступная ссылка) (Warszawa 1885)
- Mazowiecka szlachta w poddaństwie proboszczów płockich (недоступная ссылка) (1878)
- Sw. Stanislaw w świetlie najnowszej krytyki historycznej (1878)
- Pyrrzs de Varille (1880)
- Szlachta w świetle wlasnych opinij (1880)
- Szlachta w świetle opinij XVIII w. (1881)
- Kużnica Kołłatajowska (1885)
- Waleryan Kalinka (1887)
- Kazimierz Sarochowski (1889)[2]
- Przewrót umysłowy w Polsce wieku XVIII. Studia Historyczne (1891)
- Pisma historyczne tom 1 tom 2 tom 3
- Prześladowanie unitów w Królestwie Polskiem (недоступная ссылка)
- Szkoły historyczne w Polsce. Główne kierunki poglądów na przeszłość
- Konfederacya targowicka (Kraków 1903)
- Ostatni rok Sejmu Wielkiego. (Kraków 1897)